# Полет 3352 на „Аерофлот“
Полет 3352 на „Аерофлот“ е редовен вътрешен полет от международното летище „Краснодар“, Краснодар, до новосибирското летище Толмачево, Новосибиркс, с междинно кацане на летище „Омск“, Омск, Руска СФСР, СССР, управляван от „Аерофлот“. На 11 октомври 1984 г. при кацане на летище „Омск“ самолетът „Туполев Ту-154B-1“, който изпълнява полета, се блъска в превозни средства за поддръжка на пистата и убива 174 души на борда и 4 на земята. След сблъсъка секцията на пилотската кабина се отделя и не претърпява големи щети и четиримата членове на екипажа оцеляват, като само един от пътниците на борда оцелява, но с тежки наранявания.
Държавното разследване заключава, че инцидентът е причинен от грешки, които се дължат на небрежност на ръководителите на полети, както и нарушения на основната поддръжка на летището и правилата за безопасност. Наземният диспечер е пряко отговорен, тъй като заспива по време на работа; той също така позволява на сервизните камиони да се движат на пистата и не я като заета. Без да отрича обвиненията, той получава 15 годишна присъда и се самоубива в затвора. Присъди получават и други ръководители на летището. Инспекции на множество други съветски летища откриват подобни нарушения на правилата за безопасност, което довежда до уволнението на няколко високопоставени служители.
Към 2024 г. това остава най-смъртоносният авиационен инцидент на руска територия. Това е и най-смъртоносният авиационен инцидент с „Ту-154“ по това време и е надминат девет месец по-късно, когато самолетът, който обслужва полет 5143 на „Аерофлот“ катастрофира и убива 200 души близо до Учкудук, Узбекска ССР. Към 2024 г. това е вторият най-смъртоносен инцидент с участието на „Ту-154“. Трагедията се пази в тайна в продължение на 20 години, докато „Комсомолская правда“ публикува статия през 2004 г.